# Bogetići
Bogetići este un sat din comuna Nikšić, Muntenegru. Conform datelor de la recensământul din 2003, localitatea are 72 de locuitori (la recensământul din 1991 erau 69 de locuitori).

## Demografie
În satul Bogetići locuiesc 53 de persoane adulte, iar vârsta medie a populației este de 34,6 de ani (36,1 la bărbați și 32,8 la femei). În localitate sunt 18 gospodării, iar numărul mediu de membri în gospodărie este de 4,00.
|  |

| Demografie | Demografie | Demografie |
| An         | Locuitori  | Locuitori  |
| ---------- | ---------- | ---------- |
|            |            |            |
|            |            |            |
|            |            |            |
|            |            |            |
| 1948       | 90         |            |
| 1953       | 64         |            |
| 1961       | 68         |            |
| 1971       | 78         |            |
| 1981       | 71         |            |
| 1991       | 69         | 69         |
| 2003       | 72         | 72         |

| \| Componența etnică conform recensământului din 2003[2] \| Componența etnică conform recensământului din 2003[2] \| Componența etnică conform recensământului din 2003[2] \| Componența etnică conform recensământului din 2003[2] \| Componența etnică conform recensământului din 2003[2] \| \| ----------------------------------------------------- \| ----------------------------------------------------- \| ----------------------------------------------------- \| ----------------------------------------------------- \| ----------------------------------------------------- \| \| \| \| \| \| \| \| Muntenegreni \| Muntenegreni \| \| 69 \| 95,83% \| \| Sârbi \| Sârbi \| \| 3 \| 4,16% \| \| necunoscută \| necunoscută \| \| 0 \| 0% \| |              |  |    |        |
| Componența etnică conform recensământului din 2003 |              |  |    |        |
| |              |  |    |        |
| Muntenegreni | Muntenegreni |  | 69 | 95,83% |
| Sârbi | Sârbi        |  | 3  | 4,16%  |
| necunoscută | necunoscută  |  | 0  | 0%     |